# Oh my wish!/스카토 My Heart/이마스구 도비코무 유키
《Oh my wish!/스카토 My Heart/이마스구 도비코무 유키》(Oh my wish!／スカッとMy Heart／今すぐ飛び込む勇気 Oh my wish!/스갓과 My Heart/지금 바로 뛰어드는 용기[*])는 2015년 8월 19일 발매된 모닝구무스메'15의 쉰아홉 번째 싱글이다.

## 개요
- 모닝구무스메의 네 번째 트리플 A 사이드 (A면) 싱글.
- 초회한정반 A, B, C, 통상반 A, B, C의 6 형태로 발매.
- 초회한정반 A, B, C에는 DVD가 같이 수록되고 있다.
- 모든 초회한정반에는 이벤트 추첨 일련 번호 카드가 봉입되고 있다.
- 후쿠무라 미즈키가 리더로 이이쿠보 하루나가 서브리더/최연장자로 이쿠타 에리나가 서브리더로 취임된 이후로의 싱글이다.

## 수록곡

### CD
1. Oh my wish!
작사, 작곡 : 층쿠 / 편곡 : 오쿠보 카오루
2. スカッとMy Heart
작사, 작곡 : 층쿠 / 편곡 : 스즈키 슌스케
3. 今すぐ飛び込む勇気
작사 : 코다마 아메코, 미우라 요시코 / 작곡 : 타이세이 / 편곡 : 하마다 피어 유스케
4. Oh my wish! (Instrumental)
5. スカッとMy Heart (Instrumental)
6. 今すぐ飛び込む勇気 (Instrumental)

### DVD
초회한정반 A
1. Oh my wish! (Music Video)

초회한정반 B
1. スカッとMy Heart (Music Video)

초회한정반 C
1. 今すぐ飛び込む勇気(Music Video)

## 차트
- 일간최고순위 1위 (오리콘 차트)
- 주간최고순위 2위 (오리콘 차트)